# Histeria feminina

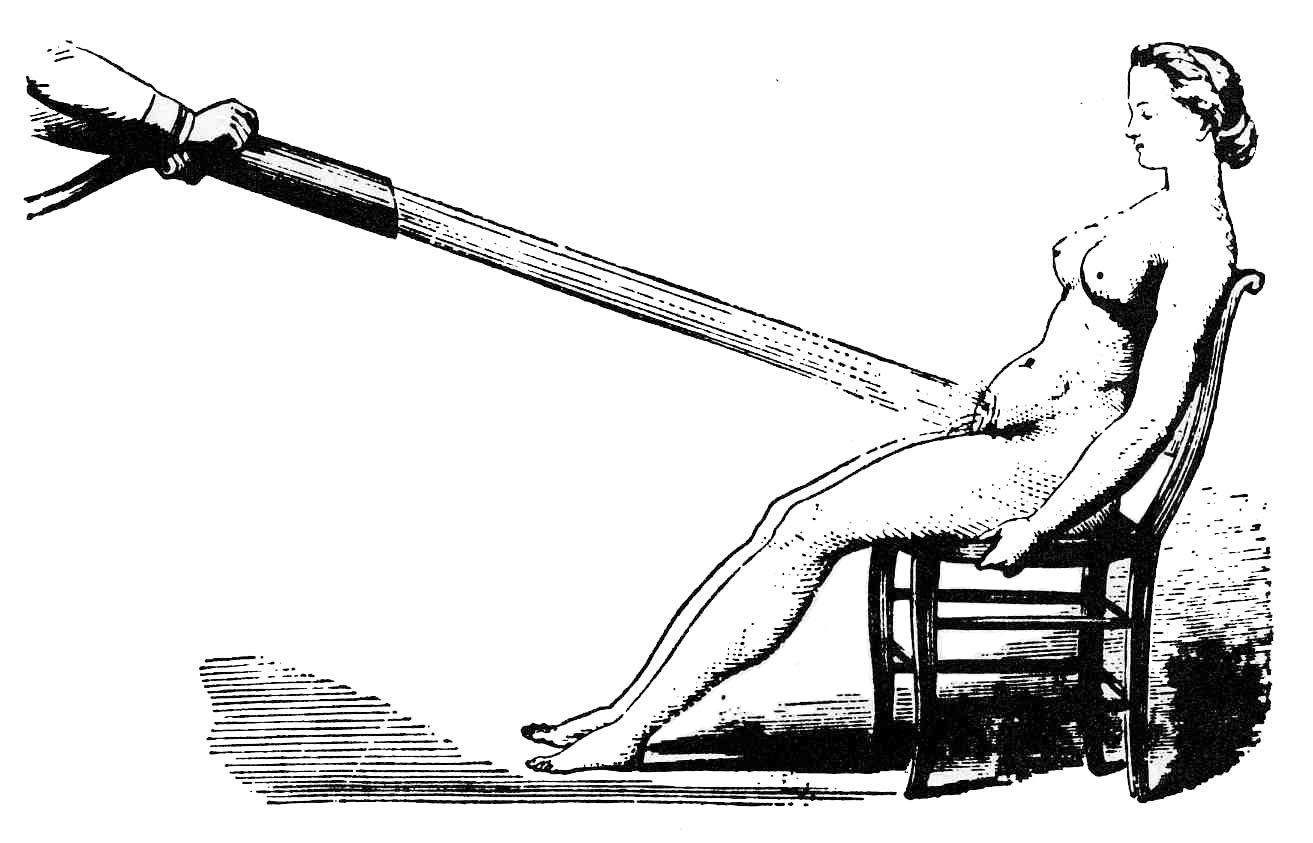
Massagens com água como tratamento para a histeria (c. 1860)

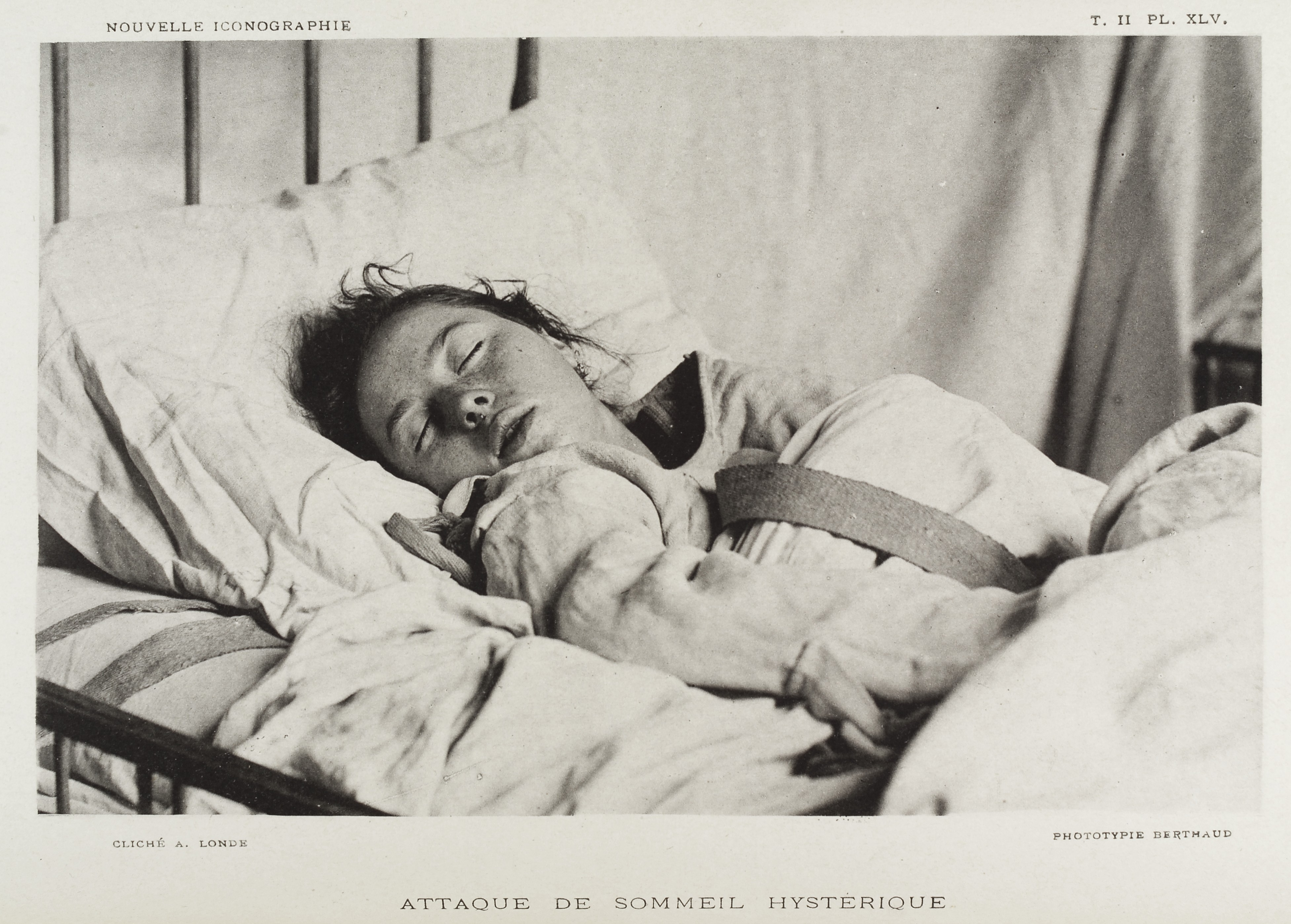
Paciente do sexo feminino com histeria do sono

A histeria feminina já foi um diagnóstico médico comum para as mulheres.  Já não é mais reconhecido pelas autoridades médicas como um distúrbio médico, mas ainda tem implicações sociais duradouras. Seu diagnóstico e tratamento eram rotineiros por centenas de anos na Europa Ocidental.  Na medicina ocidental, a histeria era considerada comum e crônica entre as mulheres.  A American Psychiatric Association parou de usar o termo histeria em 1952. Mesmo sendo categorizada como uma doença, os sintomas da histeria eram sinônimos de sexualidade feminina em funcionamento normal.  As mulheres consideradas histéricas apresentavam uma ampla gama de sintomas, incluindo ansiedade, falta de ar, desmaios, nervosismo, desejo sexual, insônia, retenção de líquidos, sensação de peso no abdômen, irritabilidade, perda de apetite  e uma "tendência a causar problemas para os outros".  Em casos extremos, a mulher pode ter sido forçada a entrar em um asilo de loucos ou ter sido submetida a uma histerectomia.

## Desaparecimento como diagnóstico médico
Ao longo das primeiras décadas do século XX, o número de diagnósticos de histeria feminina foram diminuindo. Existem muitas razões que explicam esse declínio; muitos escritores ligados à área médica indicam que a razão está diretamente conectada com o facto de que se passou a entender melhor as diferentes áreas de psicologia e seus distúrbios.. Também se argumentou que de acordo com esse maior conhecimento, logicamente a consideração dos médicos também se alterou. 
Com tantos sintomas possíveis, a histeria foi um diagnóstico em que qualquer condição que não pudesse ser facilmente identificada acabou por cair, tornando-se a definição genérica de tudo o que era misterioso ou não categorizado. A história é a favor da teoria que afirma que foram Sigmund Freud e Jean-Martin Charcot que levaram a histeria a desaparecer como uma doença, conforme aprofundaram o estudo da mente. À medida que as técnicas de diagnóstico melhoravam, o número de casos diminuía até não sobrar nenhum.